# راؤول ألبينتوسا
راؤول ألبينتوسا ريدال (بالإسبانية: Raúl Albentosa Redal)‏ (مواليد 7 سبتمبر 1988) هو لاعب كرة قدم إسباني ، يجيد اللعب في مركز قلب الدفاع ، ويلعب حاليًا لنادي ديبورتيفو لاكورونيا الإسباني.

## بطولات وإنجازات اللاعب

### إيبار
- دوري الدرجة الثانية الإسباني: 2013–2014

## روابط خارجية
- راؤول ألبينتوسا على موقع قاعدة بيانات كرة القدم.إي يو (الإنجليزية)
- راؤول ألبينتوسا على موقع Soccerbase.com (لاعب) (الإنجليزية)
- راؤول ألبينتوسا على موقع Soccerway.com (الإنجليزية)
- راؤول ألبينتوسا على موقع عالم كرة القدم.نت (الإنجليزية)
- راؤول ألبينتوسا على موقع AS.com (الإسبانية)

- Raúl Albentosa